# Schwestern vom Barmherzigen Jesus

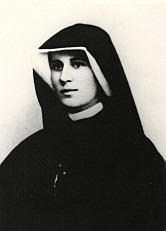
Schwester Faustyna

Die Schwestern vom Barmherzigen Jesus sind eine römisch-katholische Ordensgemeinschaft, welche im Jahr 1947 von dem seliggesprochenen polnischen Priester Michał Sopoćko (1888–1975) gegründet wurde aufgrund der Visionen der polnischen Ordensschwester und Heiligen Maria Faustyna Kowalska (1905–1938).
Apostolat der Schwestern ist es, die Barmherzigkeit Gottes für die Welt zu erbitten sowie diese durch aktive Nächstenliebe in der Welt sichtbar zu machen.

## Geschichte

### Visionen der Heiligen Faustyna
Als Ordensschwester der Kongregation der Muttergottes von der Barmherzigkeit hatte die Heilige Faustyna nach ihren eigenen in Tagebüchern dokumentierten Aussagen Visionen von Jesus von Nazaret, welcher sie demnach verschiedene Formen der Verehrung der Barmherzigkeit Gottes lehrte, die sie der Welt verkünden solle. Demnach verlangte Jesus unter anderem die Gründung einer Ordensgemeinschaft, in der die Schwestern Barmherzigkeit für sich selbst und für die Welt erbitten sollten. Er habe ihnen besonders die Seelen der Priester und Ordensleute zum Gebet anvertraut. Nach den Tagebuchaufzeichnungen Schwester Faustynas versicherte Jesus überdies, dass sein Geist in diesem Kloster ruhen werde und er der Umgebung des Klosters besonderen Segen erteilen werde; aus Liebe zu den Schwestern werde er alle Strafen beseitigen, die die Gerechtigkeit seines Vaters rechtmäßig auferlege.

### Ordensregel
Grundlagen der Ordensregel bilden die Tagebuchaufzeichnungen der Schwester Faustyna. Sie legte im Rahmen „allgemeiner Grundsätze“ zunächst fest, dass sich in jedem Haus nicht mehr als 10 Schwestern befinden sollten und dass jede Schwester für die Welt „wie eine Verstorbene“ sein solle; als höchste Regel setzte Faustyna das Schweigen, weshalb sich die Gemeinschaft in die Reihe der kontemplativen Orden einreihen lassen sollte. Das Leben der Schwestern solle am Leben Jesu ausgerichtet sein, von der Geburt bis zum Kreuzestod, d. h. ein Leben in Armut, Verachtung und Leiden. An erster Stelle sollten daher Abtötungen stehen, wobei zu den äußeren insbesondere strenges Fasten zählen sollte. Jesus habe Faustyna erklärt, dass die Stärke der Priester und Ordensleute in diesen Abtötungen und in der Vereinigung mit ihm liegen werde.
Später erkannte Schwester Faustyna, dass es in der von Jesus geforderten „neuen Kongregation der Barmherzigkeit Gottes“ drei Abstufungen geben sollte: Kontemplative Orden, aktive Orden sowie Laienapostolate.
Die Schwestern vom Barmherzigen Jesus führen heute ein aktives Apostolat mit weniger strengen Regeln aus und reihen sich dadurch in die große Bewegung der Barmherzigkeit Gottes ein, deren Zentrum im Heiligtum der Barmherzigkeit Gottes in Krakau-Łagiewniki liegt. Zu dieser Bewegung zählen mittlerweile mehrere aktive und kontemplative Orden, u. a. auch die Ordensgemeinschaft, in der Schwester Faustyna selbst lebte, die Schwestern der Muttergottes von der Barmherzigkeit, die den Verein Faustinum leitet, in dem vor allem das Laienapostolat im Vordergrund steht. Die von Schwester Faustyna gewünschte kontemplative Ordensgemeinschaft existiert heute im Kloster der „Dienerinnen der Göttlichen Barmherzigkeit“ in Polen.

### Ordensgründung
Da Schwester Faustyna jedoch bereits im Jahr 1938 verstarb, konnte sie selbst keine neue Ordensgemeinschaft gründen oder darin leben. Im Jahr 1947 übernahm dies schließlich Michael Sopocko, welcher von 1933 bis 1936 Beichtvater und geistlicher Führer von Schwester Faustyna war. Dazu ließen sich sechs Schwestern, welche bereits in den Jahren zuvor Gelübde abgelegt hatten und von Prof. Sopocko vorbereitet wurden, in der polnischen Stadt Myślibórz nieder, wo sich heute auch das Mutterhaus der Ordensgemeinschaft befindet. Zu den ersten sechs Schwestern gehörten Jadwiga Osinska, Izabela Naborowska, Ludmila Roszko, Zofia Komorowska, Adela Alibekow und Jadwiga Malkiewiczówna.

## Einrichtungen
Heute bestehen 16 Ordenshäuser in Polen und 15 im Ausland. In Deutschland leben drei Schwestern in Weiler-Simmerberg im Allgäu.